# Gare de Chevilly
Gare de Chevilly vasútállomás Franciaországban, Chevilly településen.

## Vasútvonalak
Az állomást az alábbi vasútvonalak érintik:
- Párizs–Bordeaux-vasútvonal

## Kapcsolódó állomások
A vasútállomáshoz az alábbi állomások vannak a legközelebb:
- Gare d’Artenay (Paris Gare d’Austerlitz)
- Gare de Cercottes (Gare de Bordeaux-Saint-Jean)